# Dottori della Chiesa Gregorio e Girolamo
I Dottori della Chiesa Gregorio e Girolamo è un dipinto a tempera e oro su tavola (120x55 cm) realizzato attorno agli anni 1440 dal pittore italiano Filippo Lippi. L'opera che faceva parte di un trittico, ora smembrato, è conservata, dal 1828, alla pinacoteca dell'Accademia Albertina di Belle Arti di Torino.

## Storia e descrizione
Il dipinto, assieme alle tavole I dottori della Chiesa Agostino e Ambrogio e la Madonna col Bambino in trono e due angeli, costituiva lo sportello laterale destro di un trittico ligneo di cui si ignora la sede originaria ma era forse destinato ad un convento di monaci Agostiniani di Firenze. 
Acquisito nella collezione Mossi di Morano a partire dal XVI secolo venne smembrato probabilmente verso la fine del XVIII secolo. Quando, nel 1828, l'arcivescovo Vincenzo Maria Mossi donò la collezione all'Accademia Albertina di Belle Arti, della cui pinacoteca andò a costituire la base, il trittico era già stato separato ed erano presenti solo i due pannelli laterali.
La pala venne ricostituita per la prima volta a Parigi, nel 1935, alla «Exposition de l'art italien de Cimabue à Tiepolo». Da quel momento, l'unità compositiva delle tre opere venne riconosciuta dalla critica sebbene con alcune riserve dovute a discordanze tra gli sfondi, nella posa delle figure dei santi rispetto al soggetto della tavola centrale, nelle misure delle tavole (Marchini 1975).
A Torino, nell'ottobre del 2004, il trittico completamente restaurato venne ricomposto, per la seconda volta,  in occasione della mostra Filippo Lippi. Un trittico ricongiunto organizzata presso la pinacoteca dell'Accademia Albertina di Belle Arti dove sono conservati i due sportelli.